# Magbor
Magbor (ou Mabor) est un village du Cameroun situé dans le département du Djérem et la Région de l'Adamaoua. Il fait partie de la commune de Ngaoundal.

## Population
Lors du recensement de 2005, le village était habité par 756 personnes, 370 de sexe masculin et 386 de sexe féminin.